# Kaito Tsutsue
Kaito Tsutsue (japanisch 筒江 海斗 Tsutsue Kaito; * 2. Juli 1998) ist ein japanischer Hürdenläufer, der sich auf die 400-Meter-Distanz spezialisiert.

## Sportliche Laufbahn
Erste internationale Erfahrungen sammelte Kaito Tsutsue im Jahr 2023, als er bei den Asienmeisterschaften in Bangkok mit 50,09 s im Halbfinale über 400 m Hürden ausschied. Im Jahr darauf nahm er an den Olympischen Sommerspielen in Paris teil und schied dort in der ersten Runde aus. 

## Persönliche Bestleistungen
- 400 m Hürden: 48,58 s, 12. Mai 2024 in Osaka